# 銀河トンネル
銀河トンネル（ぎんがトンネル）は、北海道上川郡上川町にある国道39号（国道273号との重用区間）にあるトンネル。全長は3,388 m。
国道39号・273号にあるトンネルの中では最長となる。 

## 概要
付近の国道は石狩川沿いの層雲峡に沿って造られているが落石が多く、1987年（昭和62年）6月9日には天城岩崩落による死亡事故が発生した。対策としてはじめは小函付近に小函トンネルを整備したが、その後も落石が頻発したため山側に新しいトンネルを掘ることになった。層雲峡温泉から約2 km（起点である旭川市からは69 km）の付近からトンネルを掘り始め、終点付近は小函トンネルの一部区間を使用する形をとった。
トンネルは1995年（平成7年）に完成。旧国道の近くにある銀河の滝に因んで銀河トンネルと命名され、同年10月より供用開始した。

### トンネル長さ
- 3388メートル
  - 完成当時は、北海道内のトンネルで第2位であった。

（2024年現在は、第6位)